# Lelep II
Lelep II est un village de la région du Centre du Cameroun, situé dans la commune de Bot-Makak. 

## Population et développement
En 1962, la population de Lelep II était de 122 habitants. La population de Lelep II était de 482 habitants, lors du recensement de 2005. La population est constituée pour l’essentiel de Bassa.  